# Robert Raikes
Robert Raikes (14 de septiembre de 1736 – 5 de abril de 1811) fue un filántropo y reformista educativo inglés, principalmente reconocido por su fundación de numerosas escuelas Dominicales. Estas escuelas tuvieron más de un millón de alumnos, y actualmente son consideradas como las primeras del sistema educativo estatal de Inglaterra. 

## Biografía
Raikes nació en Gloucester en 1736, como el hijo mayor de Mary Drew y de Robert Raikes, un editor en un periódico. Fue bautizado el 24 de septiembre de 1736 en St. Mary de Crypt en Gloucester. El 23 de diciembre de 1767 contrajo matrimonio con Anne Trigge, y tuvieron tres hijos y siete hijas. Su hijo mayor, el Reverendo Robert Napier Raikes tuvo un hijo con su mismo nombre que llegó a ser general de la Armada Hindú. La escritora y poetisa Caroline Alice Elgar fue su bisnieta.

## Escuelas Dominicales
Robert inició el Movimiento de Escuelas Dominicales. Heredó el negocio de publicación de su padre, convirtiéndose en el propietario del Gloucester Journal en 1757.
El movimiento comenzó con una escuela para varones en los suburbios. Raikes había conocido a los presos en una cárcel cercana a su hogar, y había visto que la maldad podía ser prevenida antes que curada. Vio que la educación sería el mejor camino para llegar a ello. El tiempo más propicio era el domingo, ya que los jóvenes trabajaban en fábricas el resto de los días de la semana. Las mejores maestras disponibles eran laicas, pero el libro de texto era la Biblia, y el primer plan era enseñar a leer y luego impartir clases de Catecismo.
Raikes utilizó el periódico para promocionar las escuelas y para cubrir sus costos durante los primeros años. El movimiento comenzó en julio de 1780 en la casa de una mujer apellidada Meredith; sólo asistían varones, y ella simplemente oía las lecciones que los mayores les impartían a los menores. En pocos años, muchas escuelas fueron inauguradas en Gloucester y sus alrededores. Raikes publicó, el 3 de noviembre de 1783, un artículo sobre las escuelas Dominicales en su periódico, el cual más tarde apareció en la revista Gentleman's Magazine, y en 1784, en una carta a la revista Arminian Magazine.
El horario original para las escuelas, según Raikes comenzaba cuando los niños llegaban a las diez de la mañana y recibían clases hasta las doce; luego volverían a sus hogares y regresarían a la una; y luego de leer una lección, eran llevados a la Iglesia. Después de la Iglesia, debían recitar lecciones de catecismo hasta las cinco, y luego se iban, con la orden de no hacer un solo ruido.
En sus primeros años hubo varias discusiones acerca del movimiento. Las escuelas eran llamadas en forma burlona las "escuelas andrajosas de Raikes". Las críticas se basaban en que debilitarían el hogar basándose en la educación religiosa, en que había una profanación del sabbat y que los cristianos no deberían trabajar en el sabbat. Estas disputas condujeron, en la década de 1790, al cierre de varias escuelas por falta de maestros y alumnos. 
Hacia 1831, las escuelas Dominicales en Gran Bretaña recibían más de 1.250.000 niños a la semana, aproximadamente el veinticinco por ciento de la población. Ya que estas escuelas fueron las primeras de Inglaterra en ser públicas, son vistas como precursoras del sistema educativo público actual en el país.